# Православие в Армении
Православие в Армении в настоящее время в организованной форме представлено Русской православной церковью (Московский патриархат). При этом, согласно Положению о управлении автокефальной Грузинской православной церкви, православные христиане, проживающие в Республике Армения, входят в юрисдикцию Грузинской церкви (современная Русская православная церковь не включает Армению в перечень стран, составляющих, согласно Уставу РПЦ, её «каноническую территорию», то есть территорию своей исключительной церковной юрисдикции как поместной церкви).
C 15 октября 2021 года русские православные приходы объединены в Ереванско-Армянскую епархию Московского патриархата.
Согласно переписи населения Армении 2011 года, количество православных в Армении составляет около 7500 человек (0,25 % населения).
Армянская апостольская церковь (ААЦ), последователями которой являются 93 % граждан Республики Армения, относится к группе Древневосточных (нехалкидонских) церквей; догматическое учение ААЦ отлично от вероучения Православной церкви, с которой она не состоит в евхаристическом общении.

## История
Раннее христианство начало проникать на территорию современной Армении согласно древним преданиям уже в I веке н. э. Считается что апостол Фаддей после посещения Эдессы направился в Армению с проповедью. Ему удалось обратить в христианство многих местных жителей, в том числе царевну Сандухт. В 301 году царь Трдат III провозгласил христианство государственной религией, таким образом Армения стала первым христианским государством в мире.
Халкидонский собор (451) прошёл без участия армянских епископов, и его решения армянские клирики отказались признавать. На II Двинском соборе (554) определения Халкидонского собора и исповедание святителя Льва Великого были отвергнуты и осуждены что ознаменовало отпадение армянской церкви от Православия. Тем не менее, впоследствии значительная часть армян на территории Армении, входившей в состав Византии, оставалась в общении с Вселенской Церковью перейдя в Константинопольский патриархат. После вторжения в византийские владения турок-сельджуков (со второй половине XI века) православные армяне вынуждены были перейти в юрисдикцию Грузинского патриархата.
Появление первых русских православных приходов относится к первой половине XIX века. В 1801 года в состав России был включён Лори, где были расквартированы казачьи войска. Казаки сооружали в населённых пунктах православные часовни и церкви, где принимали военную присягу. 21 июня 1811 года с учреждением Грузинского экзархата (в юрисдикции российского Святейшего Синода) территория Лори в церковном отношении вошла в юрисдикцию Мцхетско-Карталинской епархии, а с 28 декабря 1818 года — Карталинско-Кахетинской Грузинского экзархата.
После вхождения территории современной Армении в состав России вследствие русско-персидской войны (1826—1828), начался приток русских поселенцев. Большинство из них были, по классификации того времени, «сектанты»: в 1880-е годы на территории, входивших тогда в состав России частей Армении, насчитывалось 23 русских селения (свыше 11 тыс. человек), из которых было лишь 6 православных (2,7 тыс. человек), а остальные: молокане, субботники, баптисты. В последней четверти XIX века на территории российских Эриванской губернии и Карсской области (Карс отошел России в 1878 году по Сан-Стефанскому договору) действовало Общество восстановления православного христианства на Кавказе, занимавшееся миссионерской деятельностью среди ассирийцев-несториан и противодействовавшее молоканским, духоборческим и субботническим сектам.
13 декабря 1912 года было учреждено Эриванское викариатство Карталино-Кахетинской епархии Грузинского экзархата, просуществовавшее до июля 1917 года.
19 ноября 1943 года определением Священного Синода Русской православной церкви православные приходы на территории Армении были переданы в ведение Грузинской православной церкви.
Поместный собор Грузинской православной церкви в сентябре 1995 года принял устав, согласно которому (§ 2.) в юрисдикцию Грузинской церкви входят православные христиане, живущие в Армении. Тем не менее, ГПЦ в настоящее время не имеет приходов в Армении (в юрисдикции Грузинской церкви пребывал приход храма Николая Чудотворца в селе Амракиц, где богослужения прекратились в 1986 году, когда скончался протоиерей Григорий Щукин).
С 1994 года русские православные приходы входили в подчинение Майкопской и Армавирской епархии Русской православной церкви, позже они находились в составе Екатеринодарской и Кубанской епархии.
Священный синод РПЦ 27 декабря 2016 года образовал Патриаршее благочиние из приходов, находящихся в республике Армения. Благочиние находилось в непосредственном ведении патриарха Московского.
- Церковь 18-го драгунского Северского полка, Гюмри

## Современное положение РПЦ в Армении
Священный синод РПЦ 15 октября 2021 года вместо благочиния патриарших приходов создал Ереванско-Армянскую епархию с кафедрой в Ереване. На момент создания епархия объединяла 5 общин и 8 православных храмов.
Кафедральный собор РПЦ в Армении — находящийся в Ереване Покровский храм. По свидетельству настоятеля храма протоиерея Арсения Григорянца в 2015 году, приход «процентов на восемьдесят состоит из этнических армян».
В Гюмри есть храм Святителя Арсения Сербского на Казачьем посту — самый большой православный храм в Армении — построен в 1910 году по типу воинской церкви Фёдора Вержбицкого. Церковь действовала до 1917 года, потом пришла в запустение. В 2010 году по благословению Святейшего Патриарха Московского и всея Руси Кирилла начались восстановительные работы, которые затем были приостановлены. Периодически в храме проводятся службы. А также Храм Святителя Арсения Сербского.
В городе Ванадзор находится церковь Рождества Пресвятой Богородицы, построенная в 1893—1895 годах.
В селе Привольное находится храм Архистратига Михаила, построенный в 1871-1875 годах.
- Храм Покрова Пресвятой Богородицы
- Храм Святителя Арсения Сербского на Казачьем посту
- Храм Рождества Пресвятой Богородицы
- Крестовоздвиженский храм
- Церковь Святого Архангела Михаила (Гюмри)
- Церковь Николая Чудотворца (Амракиц)
- Храм Архистратига Михаила (Привольное, Армения)

## Взаимоотношения между ААЦ и церквами византийского православия
Кроме христологического вопроса о соединении двух природ во Христе (Божественной и человеческой), в остальном учение Армянской Церкви полностью соответствует вероучению Православной церкви
В 451 году императором Маркианом в Халкидоне был созван IV Вселенский Собор по поводу монофизитства — ереси Евтихия. Пока в Халкидоне шли обсуждения, армяне отвергшие ультиматум Иездигерда II о переходе в зороастризм, вели битву за право верить во Христа (См. Аварайрская битва). Находившаяся в разорении по причине кровопролитной войны с Персией, ААЦ не имела возможности следить за развернувшимися в Византии христологическими спорами и высказать свою позицию. Поэтому после окончания войны ААЦ в числе других не присутствовавших на IV Вселенском Соборе церквей не приняла его решения как Вселенского, посчитав его поместным, а значит, его определения считались не общеобязательными для Вселенской Церкви Несмотря на то, что ААЦ осудила Евтихия, из-за которого непосредственно был созван собор в Халкидоне, православные церкви обвинили Армянскую Церковь в ереси монофизитства. В свою очередь Патриархи ААЦ называя византийскую православную церковь диофизитской в числе других представителей древневосточных православных церквей подозревали, что в вероопределении Халкидонского собора тайно скрывается несторианство. В середине VI века Византией была захвачена часть Армении, на которой император Юстиниан I начал преследования противников Халкидонского Собора, что привело к отчуждению между греками и армянами. Вследствие этого Второй Двинский собор созванный в 554 году для обсуждения происходившего на армянских землях подвластных Византии, открыто осудил Халкидонский собор
Таким образом начиная со средневековья Армянская церковь называла греко-православную диофизитской, а Православная церковь Армянскую — монофизитской. Армянские богословы постоянно опровергали попытки приписывать догматическим и культовым особенностям Армянской Церкви монофизитский характер еретического уклона. Укоренившееся мнение греческих и латинских авторов о Древневосточных церквях как о «монофизитских» ныне принято считать некорректным.
В 1964 году в Дании в городе Ааргус был начат диалог между богословами Православных и Древневосточных православных церквей, в результате чего стороны пришли к следующим выводам:
- Православные церкви не являются несторианскими, так как Православные церкви отвергают несторианство:
- Древневосточные православные церкви, в том числе и Армянская — не монофизитские, ибо монофизитизм — это евтихианская ересь, которая предана анафеме Армянской Церковью[13].

В начале XXI века отношения между ААЦ и Грузинской православной церковью осложняются имущественными спорами: взаимными притязаниями на культовые здания на территории обеих стран.